# 田丸公美子
田丸 公美子（たまる くみこ）は、イタリア語を専門とする日本の翻訳家・通訳・エッセイストである。

## 経歴
広島県出身。ノートルダム清心中学校・高等学校を経て、東京外国語大学イタリア語学科卒業。
大学在学中から来日イタリア人のガイドを務め、卒業後にはイタリア語による通訳となった。エッセイストとしても活動しており、『パーネ・アモーレ―イタリア語通訳奮闘記』（2001年）をはじめとする著作がある。

## 人物
著書の題名などに見られる「シモネッタ」という自称は、「シモネッタ・ドッジ」 (Simonetta d'Oggi) を省略したものである。もともとは友人であるロシア語通訳の米原万里に対して師匠の徳永晴美が命名したものであったが、米原が傑作の下ネタを連発する田丸に譲った。

## 著書
- パーネ・アモーレ イタリア語通訳奮闘記
  - 2001年、文藝春秋、ISBN 978-4163575902
  - 2004年、文春文庫、ISBN 978-4167679231
- シモネッタのデカメロン イタリア的恋愛のススメ
  - 2005年、文藝春秋、ISBN 978-4163673608
  - 2008年、文春文庫、ISBN 978-4167717643
- 目からハム シモネッタのイタリア人間喜劇
  - 2008年、朝日新聞出版、ISBN 978-4023302846
  - 2011年、文春文庫、ISBN 978-4167801588
- シモネッタの本能三昧イタリア紀行
  - 2009年、講談社、ISBN 978-4062153805
  - 2011年、講談社文庫、ISBN 978-4062769280
- シモネッタのドラゴン姥桜
  - 2009年、文藝春秋、ISBN 978-4163709505
  - 2011年、文春文庫、ISBN 978-4167801434
- シモネッタの男と女
  - 2010年、文藝春秋、ISBN 978-4163729008
  - 2013年、文春文庫、ISBN 978-4167838423
    - 文庫版のタイトルは『シモネッタの男と女 イタリア式恋愛力』
- イタリア語通訳狂想曲 シモネッタのアマルコルド
  - 2011年、NHK出版、ISBN 978-4140350942
  - 2014年、文春文庫、ISBN 978-4167901516
- シモネッタのどこまでいっても男と女
  - 2014年、講談社、ISBN 978-4062188760

## 訳書
- 航海日誌
  - レンゾ・ピアノ著（石田俊二監修）
  - 1998年、TOTO出版、ISBN 978-4887061705
  - 倉西幹雄との共訳

## 出演番組
ラジオ
「人生“わたし”流「パーネ・アモーレ　楽しきイタリア語」通訳・翻訳家・・田丸公美子」（2010/5/8～9放送）